# Rock Will Never Die
Rock Will Never Die es el segundo álbum en vivo de la banda inglesa de hard rock y heavy metal Michael Schenker Group, publicado en 1984 por Chrysalis Records. Su grabación se llevó a cabo en el recinto Hammersmith Odeon de Londres durante dos noches consecutivas en octubre de 1983. Adicional a ello, fue la última producción con el sello Chrysalis y también el último con el vocalista Gary Barden, hasta su regreso en 2008. Por otro lado, en la canción «Doctor Doctor» aparecen como artistas invitados Klaus Meine y Rudolf Schenker de Scorpions como covocalista principal y guitarrista rítmico respectivamente.

## Lista de canciones
| N.º | Título                     | Escritor(es)     | Duración |  |
| 1.  | «Captain Nemo»             | Schenker         | 3:42     |  |
| 2.  | «Rock My Nights Away»      | Barden, Nye      | 4:05     |  |
| 3.  | «Are You Ready to Rock?»   | Schenker, Barden | 4:07     |  |
| 4.  | «Cry for the Nations»      | Schenker, Barden | 5:12     |  |
| 5.  | «Attack of the Mad Axeman» | Schenker, Barden | 4:10     |  |
| 6.  | «Into the Arena»           | Schenker, Barden | 4:00     |  |
| 7.  | «Rock Will Never Die»      | Schenker, Barden | 5:25     |  |
| 8.  | «Desert Song»              | Schenker, Bonnet | 6:00     |  |
| 9.  | «I'm Gonna Make You Mine»  | Schenker, Barden | 4:57     |  |
| 10. | «Doctor Doctor»            | Schenker, Mogg   | 4:50     |  |

| Reedición remasterizada 2009 |                            |                                 |          |  |
| N.º                          | Título                     | Escritor(es)                    | Duración |  |
| 1.                           | «Captain Nemo»             | Schenker                        | 3:55     |  |
| 2.                           | «Rock My Nights Away»      | Barden, Nye                     | 4:16     |  |
| 3.                           | «Are You Ready to Rock?»   | Schenker, Barden                | 4:11     |  |
| 4.                           | «Cry for the Nations»      | Schenker, Barden                | 5:24     |  |
| 5.                           | «Rock You to the Ground»   | Schenker, Bonnet                | 5:39     |  |
| 6.                           | «Attack of the Mad Axeman» | Schenker, Barden                | 5:39     |  |
| 7.                           | «Into the Arena»           | Schenker                        | 4:09     |  |
| 8.                           | «Courvoisier Concerto»     | Schenker, Raymond               | 2:12     |  |
| 9.                           | «Rock Will Never Die»      | Schenker, Barden                | 5:26     |  |
| 10.                          | «Desert Song»              | Schenker, Bonnet                | 6:11     |  |
| 11.                          | «I'm Gonna Make Your Mine» | Schenker, Barden, Nye, McKenna  | 5:32     |  |
| 12.                          | «Red Sky»                  | Schenker, Barden, Glen, McKenna | 5:49     |  |
| 13.                          | «Looking for Love»         | Schenker, Barden                | 3:48     |  |
| 14.                          | «Armed and Ready»          | Schenker, Barden                | 4:36     |  |
| 15.                          | «Doctor Doctor»            | Schenker, Mogg                  | 7:31     |  |

## Posicionamiento en listas musicales
| País        | Lista (1984)            | Posición |
| ----------- | ----------------------- | -------- |
| Alemania    | Media Control Charts    | 58       |
| Finlandia   | Suomen virallinen lista | 17       |
| Japón       | Japan Albums Chart      | 21       |
| Reino Unido | UK Albums Chart         | 24       |
| Suecia      | Sverigetopplistan       | 32       |

## Personal
- Michael Schenker: guitarra líder
- Gary Barden: voz
- Chris Glen: bajo
- Ted McKenna: batería
- Derek St. Holmes: guitarra rítmica y coros
- Andy Nye: teclados

Músicos invitados
- Klaus Meine: co-voz principal en «Doctor Doctor»
- Rudolf Schenker: guitarra rítmica en «Doctor Doctor»